# Darkoneta
Darkoneta is een geslacht van spinnen uit de  familie van de Archoleptonetidae.

## Soorten
- Darkoneta arganoi (Brignoli, 1974)
- Darkoneta garza (Gertsch, 1974)
- Darkoneta obscura (Gertsch, 1974)
- Darkoneta quetzal Ledford & Griswold, 2010
- Darkoneta reddelli Ledford & Griswold, 2010
- Darkoneta stridulans (Platnick, 1994)